# Clambus punctulatus
Clambus punctulatus là một loài bọ cánh cứng trong họ Clambidae. Loài này được Beck miêu tả khoa học đầu tiên năm 1817.